# Ghabaghib
Ghabaghib (arab. غباغب) – miasto w Syrii, w muhafazie Dara. W 2004 roku liczyło 11 802 mieszkańców.